# San Filippo Neri in Eurosia

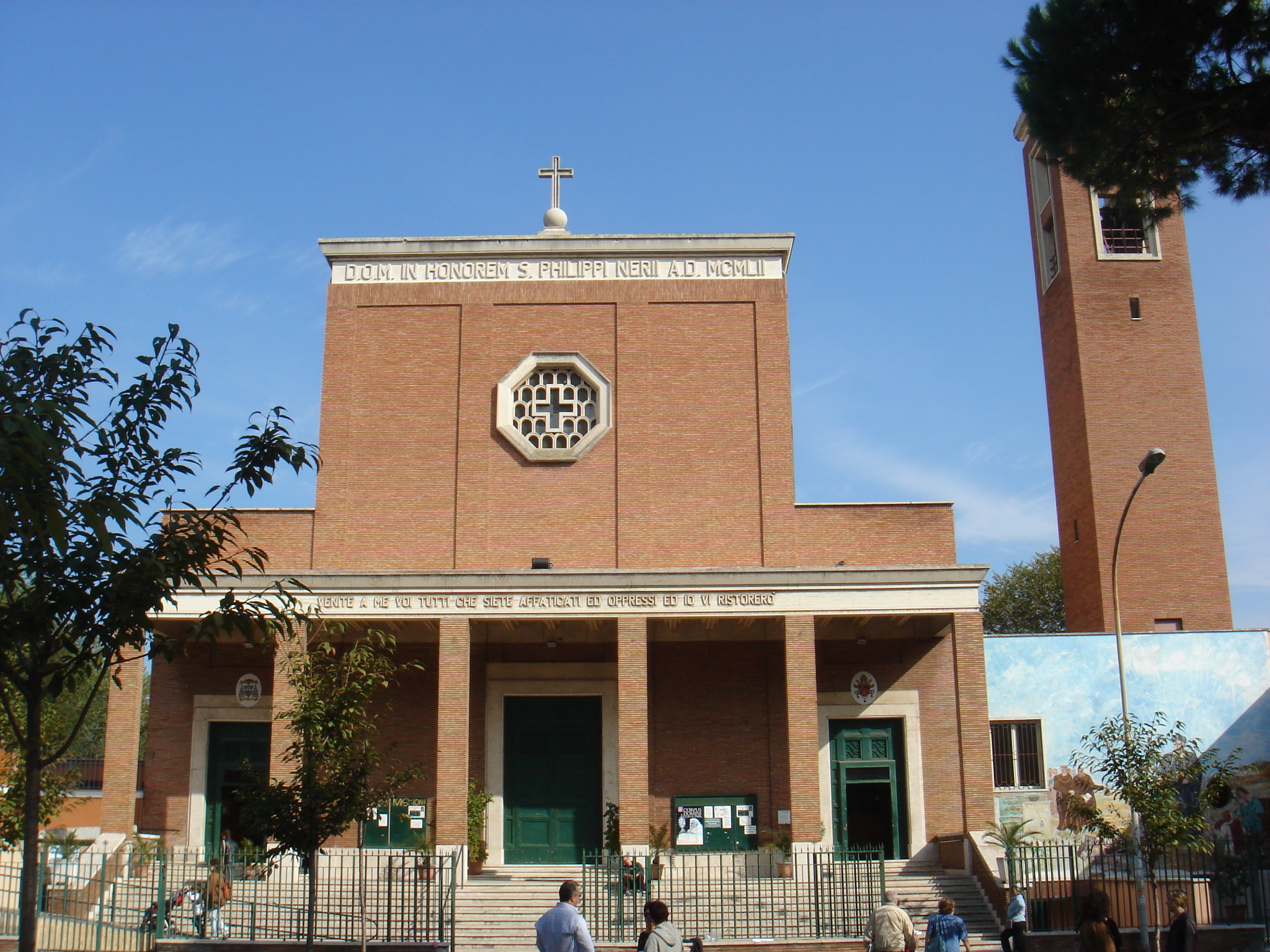
Vista da fachada.

San Filippo Neri in Eurosia é uma igreja titular de Roma localizada na Via delle Sette Chiese, 103, no bairro Garbatella do quartiere Ostiense. É dedicada a São Filipe Néri. Depois da morte do cardeal-diácono protetor Attilio Nicora em abril de 2017, o título cardinalício de São Filipe Néri em Eurosia está vago.

## História

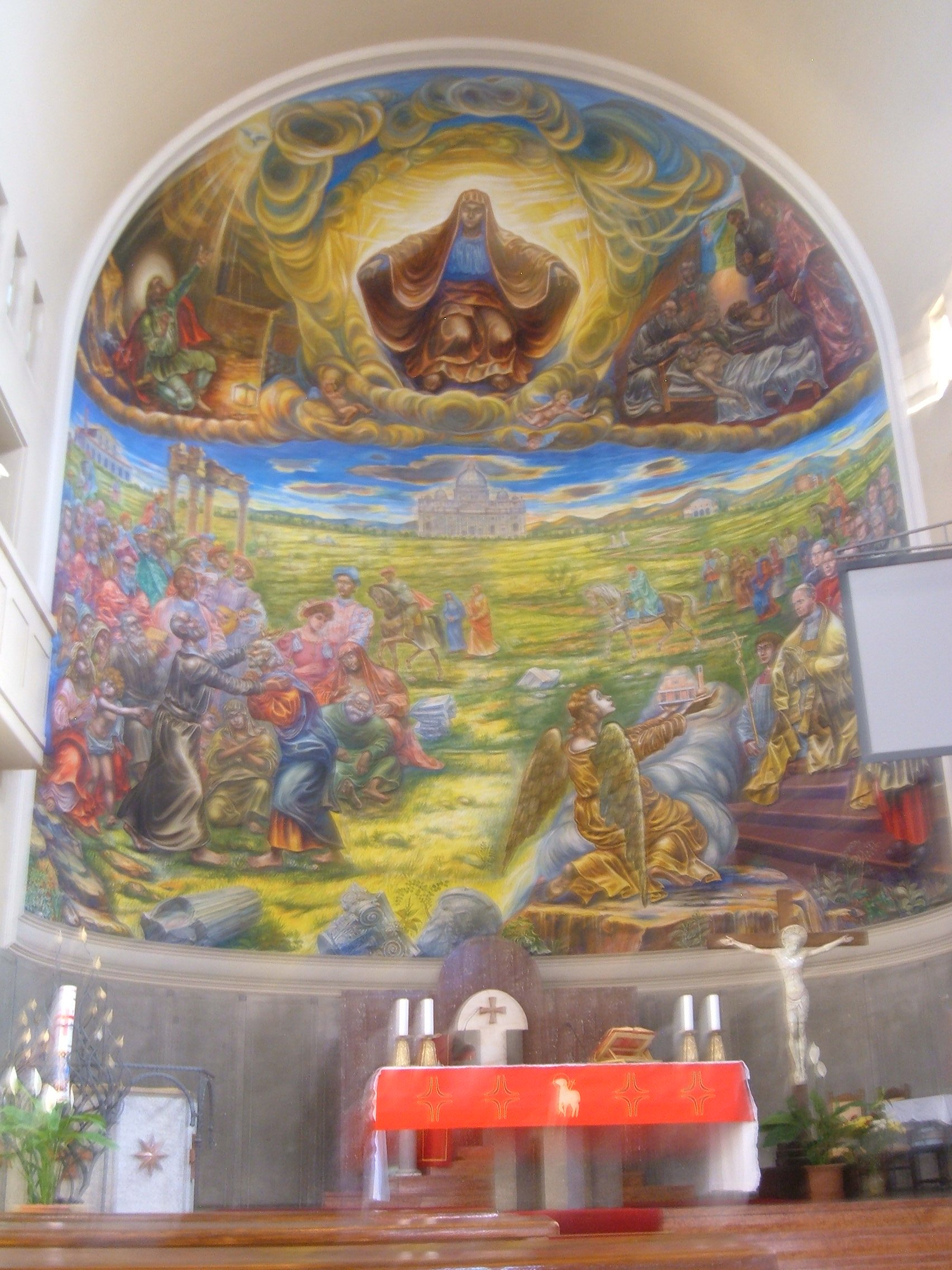
Detalhe da abside.

A primeira igreja construída em Garbatella foi Santi Isidoro ed Eurosia, construída em 1818 quando a localidade era inteiramente rural. Esta igreja privada foi adquirida pelo famoso sacerdote oratoriano Generoso Calenzio em 1889, que restauraram o edifício. Em 1915, o monsenhor Calenzio morreu e deixou a propriedade para a Santa Sé. Havia ainda pouca gente vivendo no local e, por isso, a herança foi recusada e revertida para a família. Porém, em menos de dez anos se iniciou o desenvolvimento urbano da região e, em 1924, os oratorianos compraram a igreja e a estabeleceram como o local para realização de missas no novo subúrbio.
Esta igreja era chamada de La Chiesoletta por causa de seu tamanho. Contudo, conforme a população foi crescendo, a estrutura ficou pequena demais e, em 1952, uma nova igreja dedicada a São Filipe Néri foi construída no terreno vizinho para o leste, no número 103 da Via delle Sette Chiese. A nova igreja foi construída, com base num projeto de Pier Luigi Maruffi, entre 1952 e 1955 por sugestão do então secretário de Estado da Santa Sé, Giovanni Battista Montini, futuro papa Paulo VI, com o apoio fundamental dos benfeitores norte-americanos Thomas e Irene Bradley, que doaram uma grande quantia ao papa Pio XII para que ele usasse como quisesse. Foi construída também uma escola, o Istituto Cesare Baronio, no número 109 da via. A obra terminou em 1956.
San Filippo é sede de uma paróquia criada em 20 de dezembro de 1952 através do decreto Mirabili sollicitudine do cardeal-vigário Clemente Micara. Em 7 de junho de 1967, o próprio Paulo VI a elevou a sede do título cardinalício de São Filipe Néri em Eurosia. A igreja recebeu a visita de dois pontífices: Paulo VI em 19 de fevereiro de 1967 e São João Paulo II em 23 de fevereiro de 1982.

## Descrição
A igreja é uma estrutura de tijolos com um pórtico e um campanário laterial. No entablamento que corre acima do pórtico está impresso versículo «Vinde a mim todos os que andais em trabalho e vos achais carregados, e eu vos aliviarei» (Mateus 11:28). No alto da fachada está inscrita a dedicatória: "D.O.M. in honorem S. Philippi Nerii A.D. MCMLII". No flanco da igreja está pintado um mural de 1996 representando São Filipe Néri.

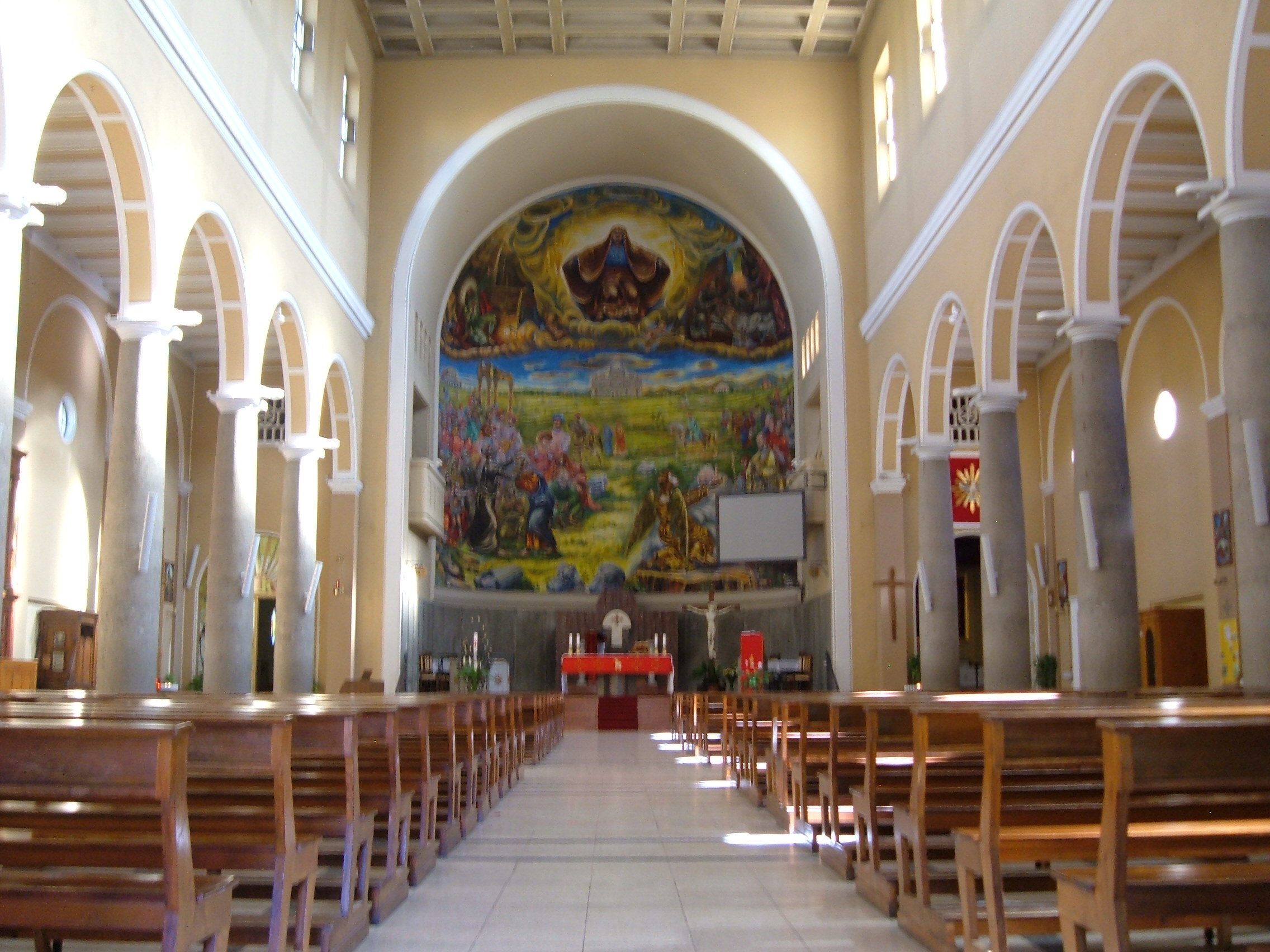
Vista do interior.

No interior, a igreja se apresenta em três naves separadas por colunas de pedra. Na nave lateral esquerda está uma grande estátua de resina de vidra do santo padroeiro em pregação: aos lados dele, afixados na parede, estão dois quadros representando os cardeais Cesare Baronio, sucessor de Filipe Néri no comando do Oratório por ele fundado, e John Henry Newman. As duas naves laterais terminam em capelas: a da direita dedicada a Nossa Senhora e a da esquerda, ao Santíssimo Sacramento, onde fica o sacrário.
A abside da nave central está inteiramente recoberto por um afresco, obra do pintor Amedeo Angilella (1977). Ele está subdividido em duas partes: na superior está uma imagem da Virgem com o Menino com o título de "Mater Ecclesiae" ("Mãe da Igreja"), com São Filipe Néri e cenas de sua vida; na inferior está Cesare Baronio com outros personagens importantes do Oratório, com destaque para os cardeais Francesco Maria Tarugi e Ugo Poletti, o músico Pierluigi da Palestrina, o rei francês Henrique IV de Bourbon, o papa Paulo VI e os dois benfeitores.
No fundo da igreja está, à plena vista, a "pedra fundamental do edifício, lançada pelo papa Pio XII em 21 de maio de 1951. Na parede da contrafachada está afixada uma grande lápide que recorda a criação da paróquia e a obra benemérita dos benfeitores, o casal Thomas e Irene Bradley.
Na igreja está instalado um órgão de tubos Wilhelm Sauer Opus 703 construído em 1910 para a capela de Santa Maria della Pietà in Camposanto dei Teutonici (no Vaticano) e movido para San Filippo em 1960. 